# Chiesa della Natività della Beata Vergine Maria (Polesella)
La chiesa della Natività della Beata Vergine Maria, citata più semplicemente anche come chiesa della Natività di Maria, è una chiesa sita a Raccano, frazione del comune di Polesella.
Edificata presumibilmente nel XII secolo nell'allora abitato di Litiga, viene citata nel documenti storici come Pieve di Santa Maria di Litiga fino a che, nel XVI secolo, il territorio assume la denominazione collatio ecclesie Ville Rechani.
Intitolata alla Natività della Beata Vergine Maria è, nella suddivisione territoriale della chiesa cattolica, collocata nel vicariato di Crespino-Polesella, a sua volta parte della Diocesi di Adria-Rovigo, ed è, dal 1940, nuovamente sede parrocchiale dopo che questa gli era stata revoca nel 1735 con la costruzione nell'abitato di Polesella della chiesa della Beata Vergine del Rosario.
All'inizio del XXI secolo è una delle pochissime architetture religiose a conservare un'impostazione stilistica tipica dell'architettura romanica in tutto il territorio del Polesine.

## Storia
Trascurando ipotesi legate allo studio del territorio e un falso storico tramandato che cita un'ipotetica antica parrocchia indicata come Santa Margherita in Orecano, precedente alle rotte di Ficarolo, le prime fonti, tra cui il Codex Adrianus, citano la chiesa come Santa Maria di Litiga in un documento datato 24 marzo 1300 dove l'allora vescovo di Adria Bonazonta conferma a Nicolò della Fratta, figlio di Galvano, il giuspatronato sulla chiesa, mentre in un successivo lo stesso vescovo conferisce il beneficio della suddetta chiesa al sacerdote don Giacomo concedendogli pure il quartese sui territori di Litiga, Piloselle, Brachirupti, et Rechani.
Per avere notizie più certe della parrocchia e dell'originale aspetto della chiesa bisogna attendere tuttavia oltre un secolo, quando si fanno più regolari le visite pastorali e delle quali si hanno documenti a supporto. Tra queste spicca la visita compiuta dal monsignor Peroto datata 6 gennaio 1604, nella quale afferma che l'edificio interessato da una recente ricostruzione integra una parte antichissima, tra i quali il presbiterio e il coro. Nella relazione afferma che la chiesa ha capienza sufficiente ad accogliere i fedeli, e dotata di tre altari, battistero, campanile, allineato con la facciata, e attorniata dal cimitero. Questa descrizione rispecchia l'attuale aspetto dell'edificio, mentre è noto che in precedenza l'orientamento era quello tipico degli edifici religiosi del periodo, ovvero con l'attuale orientamento est-ovest ma opposto, con altare maggiore posizionato verso il sole nascente.
La chiesa fu consacrata dal vescovo Ludovico Sarego il 5 giugno 1608.

## Descrizione

### Esterno

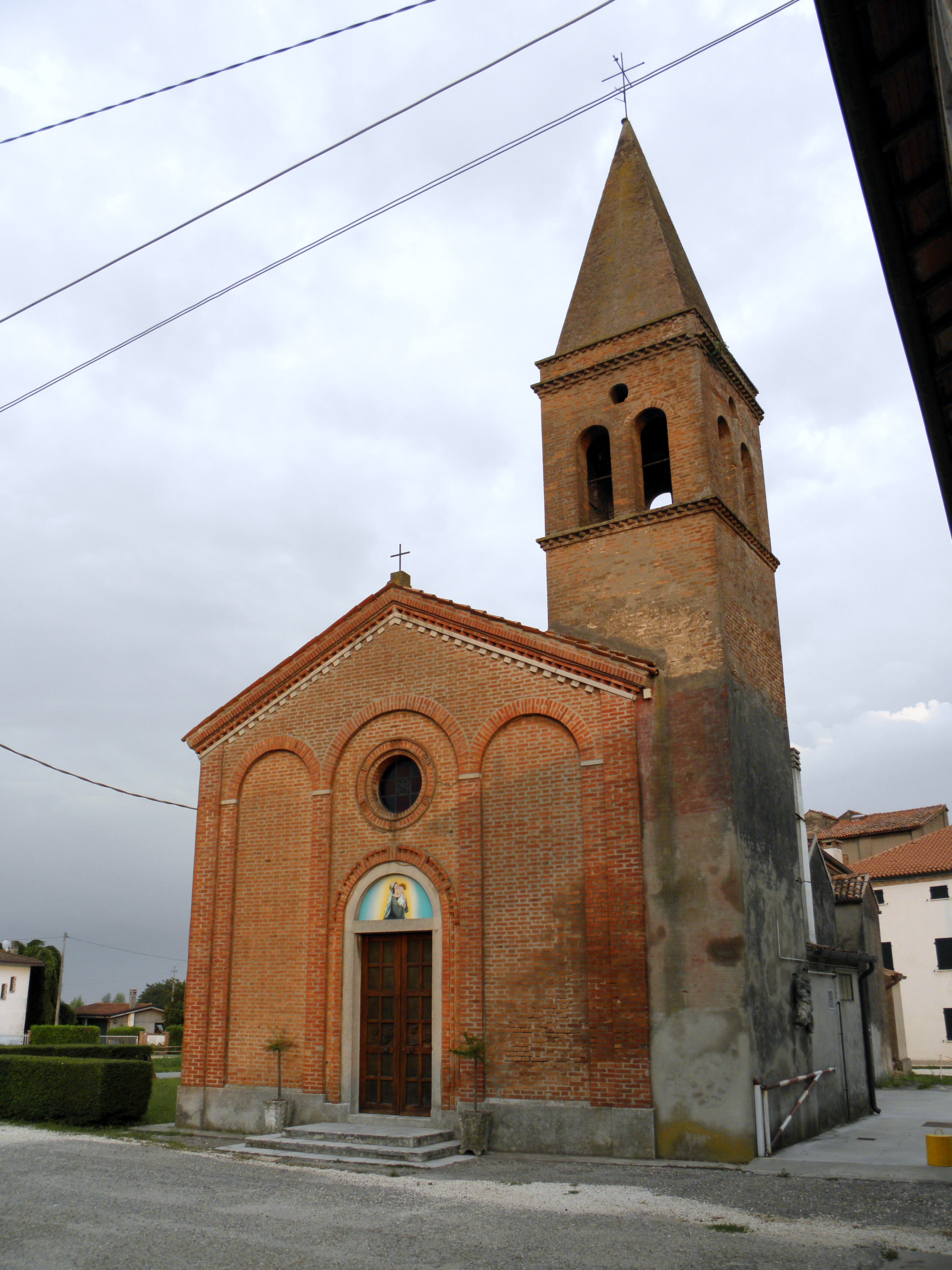
La facciata e il campanile.

L'edificio ripropone l'impostazione classica del tempo nella costruzione di edifici destinati al culto, pianta a navata unica e copertura a capanna, di gusto romanico impreziosito da archetti pensili, con attuale orientamento, inusuale per tipologia ed epoca della struttura, con facciata posta a est. Tutta la struttura è in muratura a mattoni faccia a vista.
Quest'ultima è del tipo a vela, tripartita, impreziosita da modanature e cornici e ravvivata dalla presenza di quattro lesene che sorreggono tre falsi archi a tutto sesto, con l'interno leggermente più alto dei laterali. La parte centrale integra l'unico portale, di semplice fattura, inserito in una cornice ad arco in aggetto, sormontata da una lunetta che ospita una recente immagine di Madonna col Bambino, e una grande oculo finestrato. L'interno è inoltre accessibile tramite un portale minore posto sul lato sinistro dell'edificio.
Dalla pianta sporgono sui lati, anch'essi impreziositi da lesene e falsi archi, le cappelle oltre che, posizionato ad ovest, l'abside a pianta semicircolare. La struttura integra anche il campanile, anch'esso romanico e a pianta quadrata, modesto in altezza e che si innalza sulla parte anteriore sinistra dell'edificio e termina con una cuspide posta sopra la cella campanaria.

### Interno

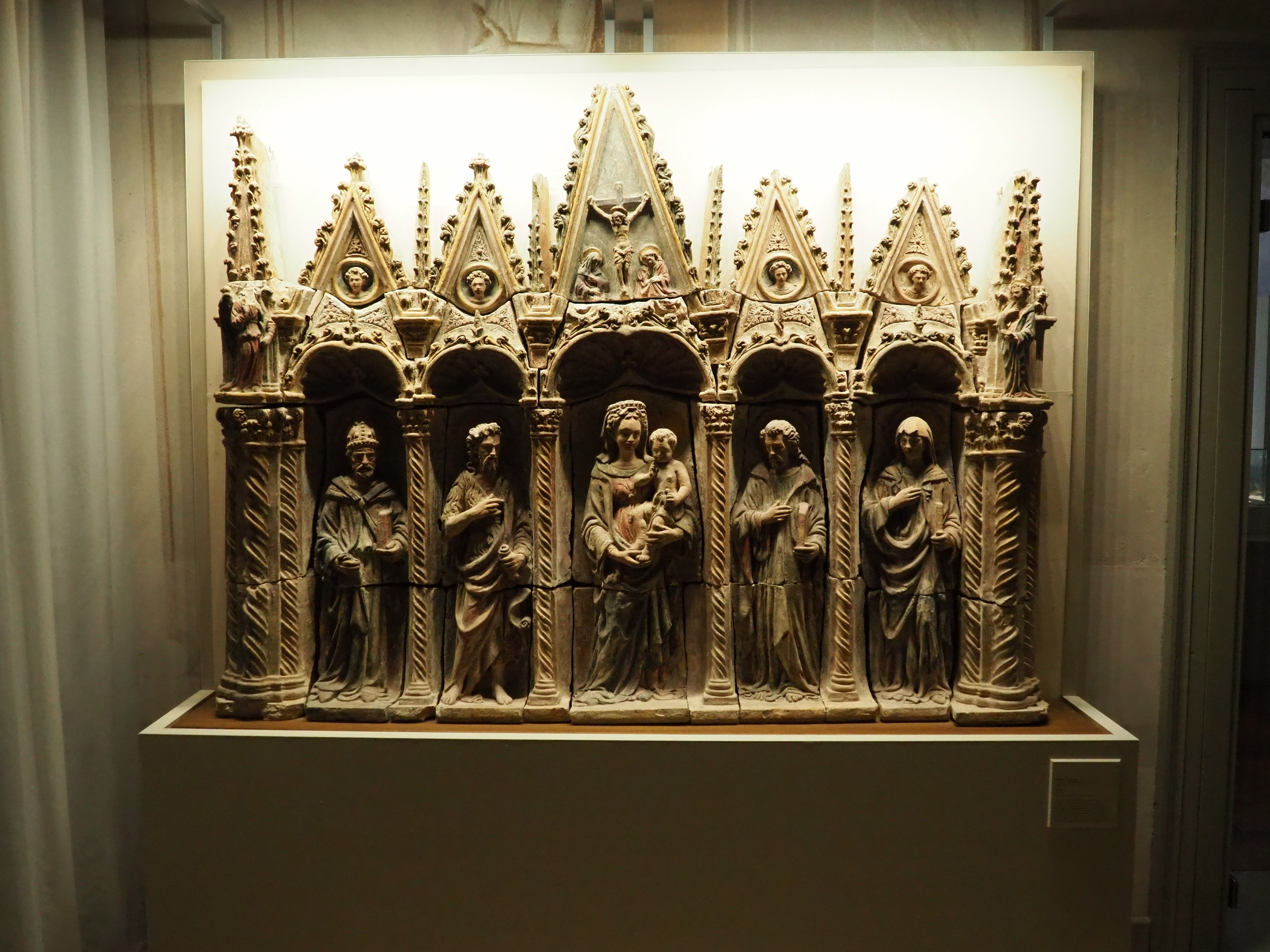
Michele da Firenze, Vergine con Bambino e Santi, polittico in cotto (ca. 1441) ora in esposizione a palazzo Roverella, Rovigo.